# John Player & Sons
A John Player & Sons, mais conhecida como Player's é uma companhia fabricante de tabaco e cigarros com sede em Nottingham, Inglaterra, Reino Unido, foi fundada em 1820 e atualmente é parte da Imperial Tobacco Group. A companhia é famosa por ter sido patrocinadora de equipes de automobilismo, especialmente da Team Lotus da Fórmula 1, da Norton na MotoGP e da Forsythe Championship Racing na Champ Car.

## Galeria
- Carro de Ayrton Senna da Team Lotus com patrocínio da Player's
- Carro de Greg Moore Forsythe da com patrocínio da Player's